# Neuhöfer Bach
Der Neuhöfer Bach ist ein knapp einen Kilometer langer linker Zufluss des Odenbaches im
rheinland-pfälzischen Landkreis Kaiserslautern auf dem Gebiet der zur Verbandsgemeinde Otterbach-Otterberg gehörenden Ortsgemeinde Niederkirchen.

## Verlauf
Der Neuhöfer Bach entspringt im Naturraum Untere Lauterhöhen des Nordpfälzer Berglandes  westlich des in Gemarkung von Wörsbach, einem zur Ortsgemeinde Niederkirchen gehörenden Ortsteil, liegenden Weilers Neuhof auf einer Höhe von 313 m ü. NHN am Südfuße des Eichelsbergs (369 m) und knapp dreihundert Meter nordnordöstlich des Staatsforstes Tierwald Ottenberg.
Der Bach fließt zunächst begleitet von der Kreisstraße 29 ostwärts durch die Felder und Wiesen der Flur Im Wögelchen und betritt dann das in dieser Flur liegende und unter Naturschutz stehende Biotop Bachtal östlich Neuhof.
Er durchfließt das Biotop in ostnordöstlicher Richtung, unterquert dann knapp einen halben Kilometer bachabwärts noch die Landesstraße 382, tritt danach die Feuchtwiesen der Odenbachaue ein und mündet schließlich zwischen den Ortsgemeinden Schallodenbach im Südosten und Wörsbach im Westnordwesten in der Flur Bruchfelder Wiesen auf einer Höhe von 290 m von links in den aus dem Südsüdosten kommenden Odenbach, von welchem kurz zuvor auf der rechten Seite ein Schallodenbacher Bach genannter Mühlkanal der Rauschermühle abgezweigt wurde.
Der Neuhöfer Bach mündet nach etwas unter 0,9 km langem Lauf mit mittlerem Sohlgefälle von etwa 27 ‰ rund 23 Höhenmeter unterhalb seiner Quelle.